# Hans Friedrich Gadow
Hans Friedrich Gadow, född 8 mars 1855, död 16 maj 1928, var en tysk zoolog, verksam i Storbritannien. Han var måg till George Edward Paget.
Gadow blev 1884 lärare i vertebratmorfologi i Cambridge och, som efterträdare till Osbert Salvin, Strickland Curator.  och har i sina arbeten behandlat ryggradsdjurens anatomi och bland annat lämnat en översikt av fåglarna i Heinrich Georg Bronns Klassen und Ordungen (1891-93) och av amfibier och reptiler i Cambridge Natural History (1901).